# Stanley (nome)
Stanley  è un nome proprio di persona inglese maschile.

## Varianti
- Ipocoristici: Stan[1]

## Origine e diffusione
Riprende il cognome inglese stanley, che significa "radura di pietre", essendo composto da stan ("pietra", da cui anche Dunstano e Winston) e da leah ("radura", "spiazzo", "prato", da cui anche Hayley, Bradley, Ashley, Shirley e Shelley).

## Onomastico
L'onomastico si può festeggiare il 28 luglio in ricordo del beato Stanley Francis Rother, missionario, martire a Santiago Atitlán.

## Persone
- Stanley Baker, attore gallese

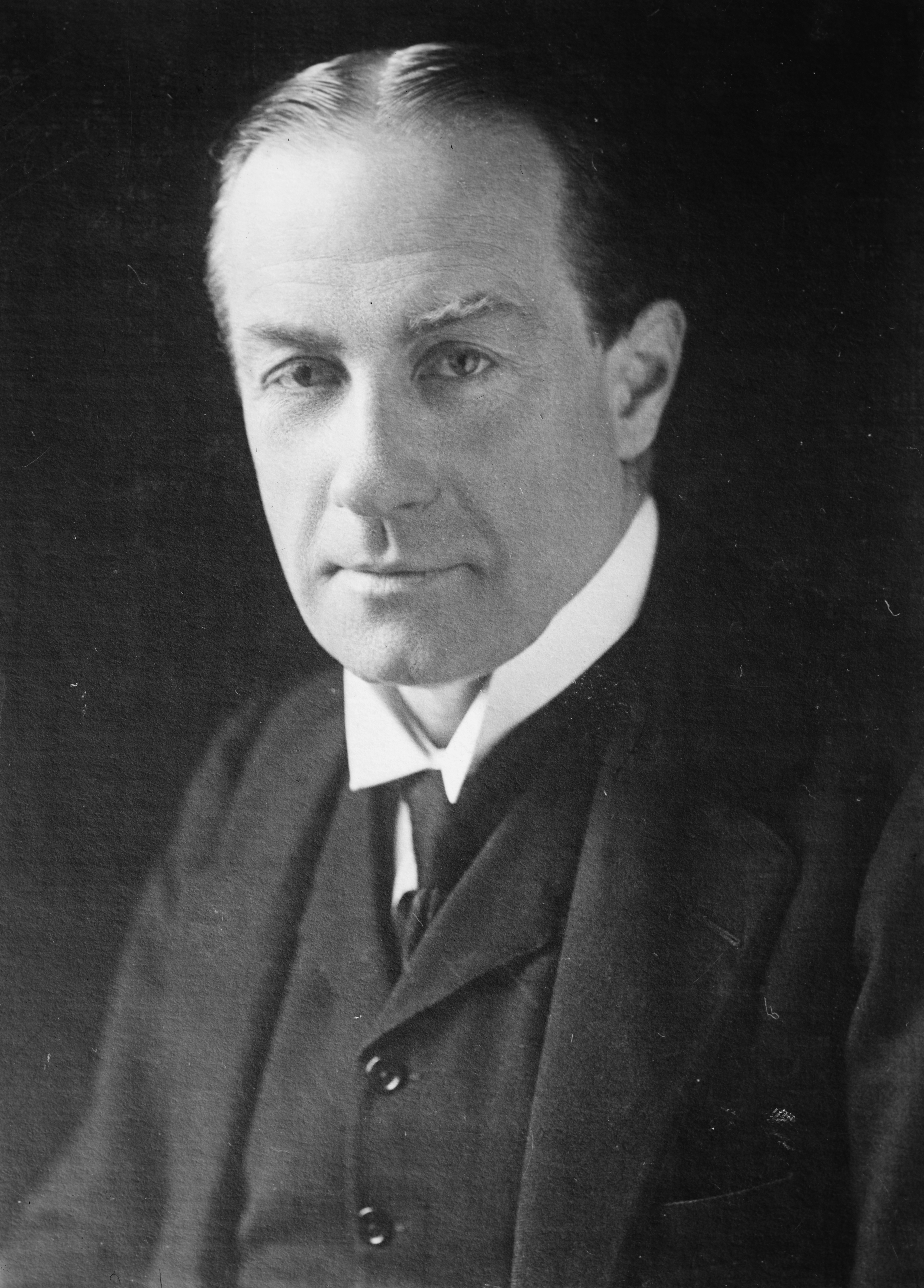
Stanley Baldwin

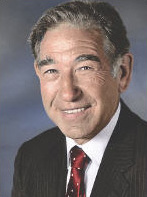
Stanley Cohen

- Stanley Baldwin, politico britannico
- Stanley Cohen, biochimico statunitense
- Stanley Hall, psicologo e pedagogista statunitense
- Stanley Holloway, attore britannico
- Stanley Jaki, filosofo, teologo e fisico ungherese naturalizzato statunitense
- Stanley Ketchel, pugile statunitense
- Stanley Kramer, regista e produttore cinematografico statunitense
- Stanley Kubrick, regista, sceneggiatore e produttore cinematografico statunitense naturalizzato britannico
- Stanley A. McChrystal, militare statunitense
- Stanley Miller, biochimico statunitense
- Stanley Prusiner, biochimico e neurologo statunitense
- Stanley Tucci, attore e regista statunitense
- Stanley Turrentine, sassofonista statunitense
- Stanley G. Weinbaum, scrittore statunitense

### Variante Stan

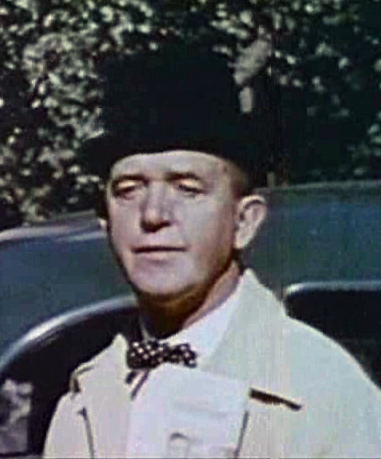
Stan Laurel

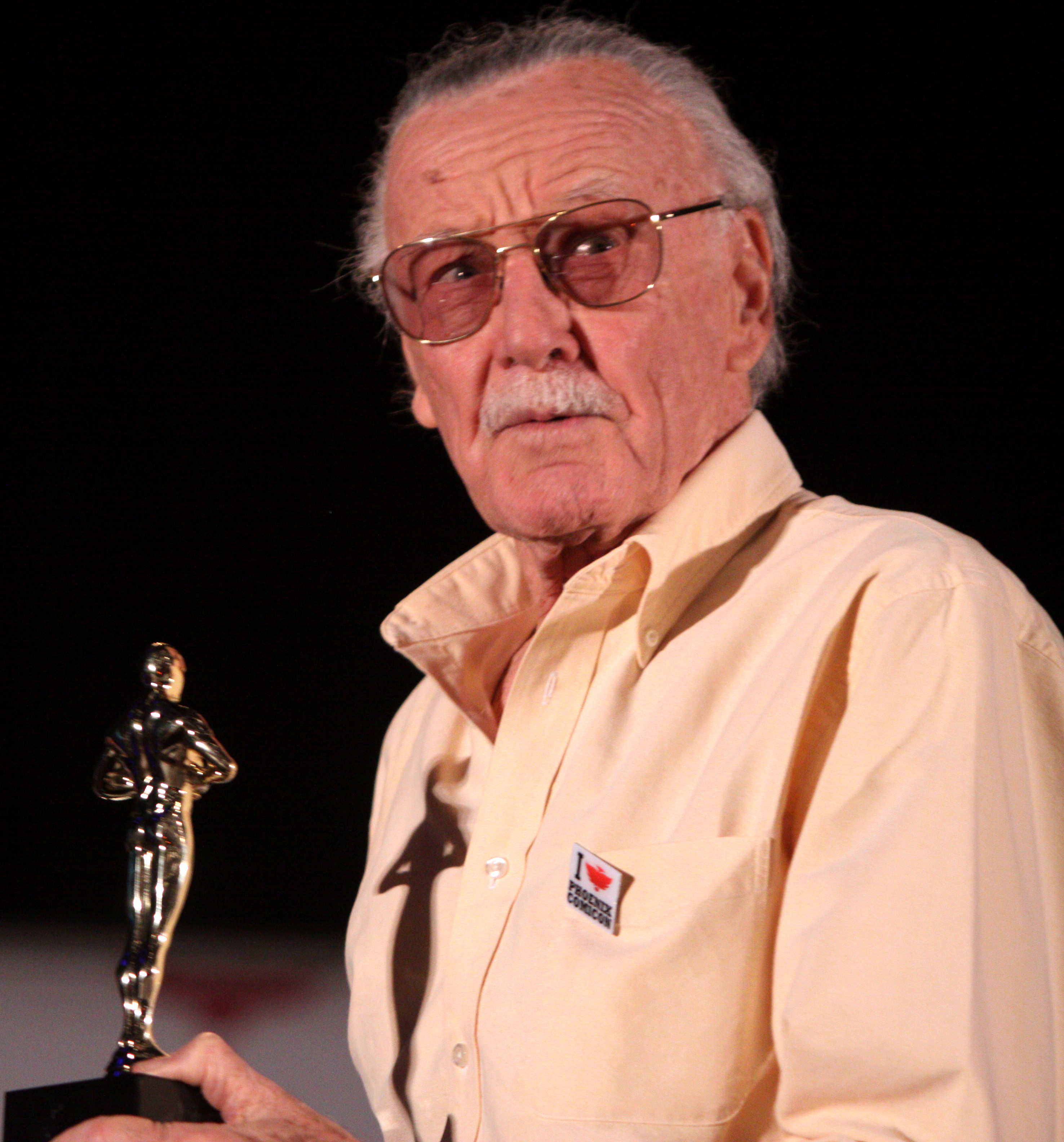
Stan Lee

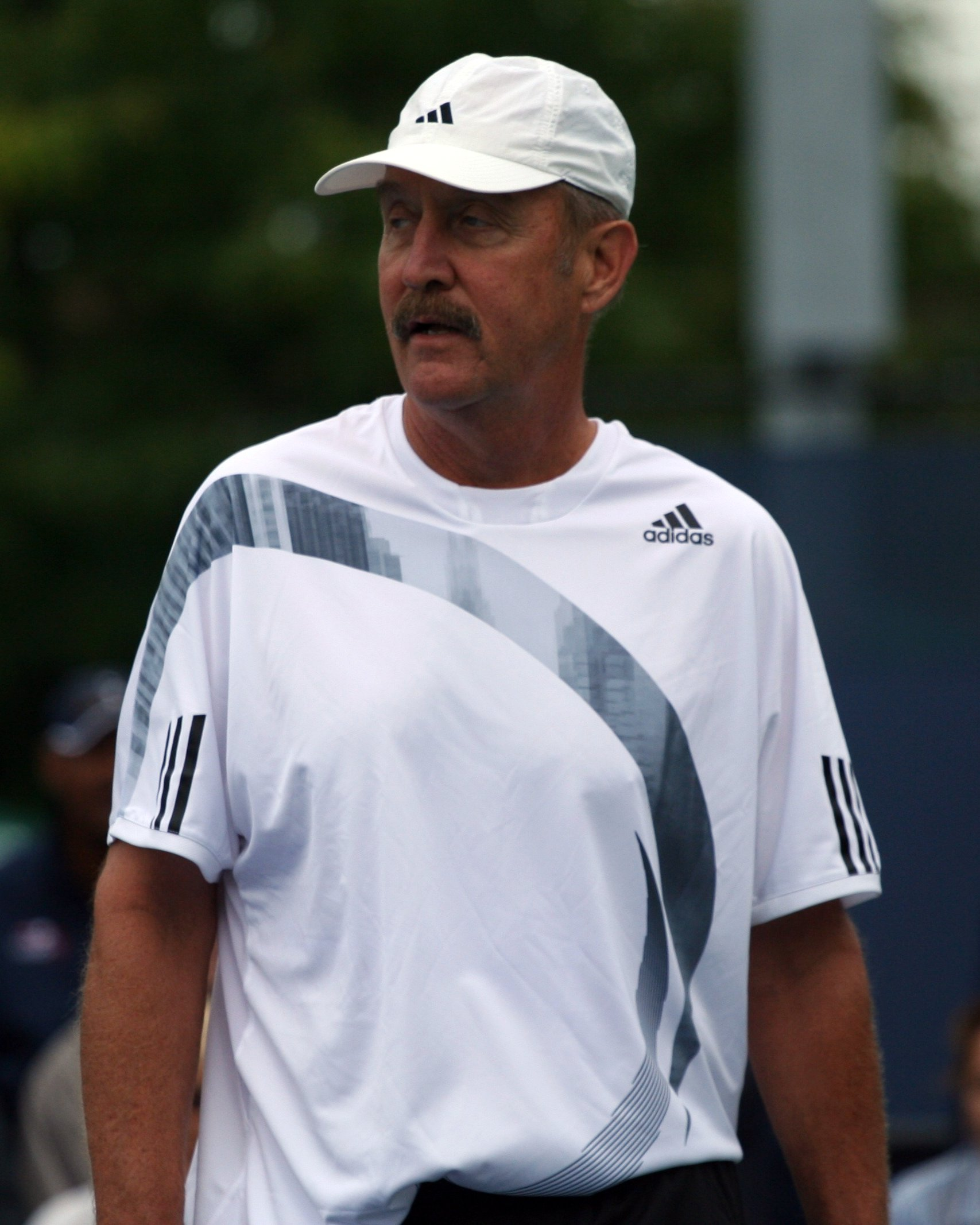
Stan Smith

- Stan Albeck, allenatore di pallacanestro statunitense
- Stan Anderson, calciatore e allenatore di calcio britannico
- Stan Berenstain, scrittore e illustratore statunitense
- Stan Bowles, calciatore britannico
- Stan Brakhage, regista statunitense
- Stan Brown, cestista statunitense
- Stan Bush, cantante statunitense
- Stan Cullis, calciatore e allenatore di calcio britannico
- Stan Douglas, artista canadese
- Stan Freberg, attore, doppiatore e regista statunitense
- Stan Getz, sassofonista statunitense
- Stan Golestan, compositore rumeno
- Stan Hansen, wrestler statunitense
- Stan Kenton, direttore d'orchestra statunitense
- Stan Kirsch, attore e regista statunitense
- Stan Klos, imprenditore, cestista e politico statunitense
- Stan Laurel, attore e comico britannico
- Stan Lazaridis, calciatore australiano
- Stan Lee, fumettista, editore, produttore cinematografico e televisivo statunitense
- Stan Love, cestista statunitense
- Stan McKenzie, cestista statunitense
- Stan Miasek, cestista statunitense
- Stan Mikita, hockeista su ghiaccio canadese
- Stan Mortensen, calciatore e allenatore di calcio britannico
- Stan Nicholls, scrittore britannico
- Stan Noszka, cestista statunitense
- Stan Ockers, ciclista su strada e pistard belga
- Stan Patrick, cestista statunitense
- Stan Pearson, calciatore britannico
- Stan Pietkiewicz, cestista statunitense
- Stan Pilecki, rugbista a 15 australiano
- Stan Ridgway, cantautore e polistrumentista statunitense
- Stan Rowley, atleta australiano
- Stan Shaw, attore statunitense
- Stan Siorovigas, calciatore e giocatore di calcio a 5 canadese
- Stan Smith, tennista e allenatore di tennis statunitense
- Stan Stasiak, wrestler canadese
- Stan Stutz, cestista e allenatore di pallacanestro statunitense
- Stan Valckx, calciatore olandese
- Stan Van Gundy, allenatore di pallacanestro statunitense
- Stan Vickers, atleta britannico
- Stan Watts, allenatore di pallacanestro statunitense
- Stan Winston, truccatore e artista degli effetti speciali statunitense

## Il nome nelle arti
- Stanley Uris è un personaggio del romanzo horror It di Stephen King.
- Stanley è un personaggio dei videogiochi Greenhouse e Donkey Kong 3.
- Stan è un personaggio della serie di videogiochi Monkey Island.
- Stanley Marsh è un personaggio della serie animata South Park.
- Stanley Norris è un personaggio della soap opera Sentieri.
- Stan Picchetto è un personaggio della serie di romanzi e film Harry Potter, creata da J. K. Rowling.
- Stan Smith è un personaggio della serie animata American Dad!.
- Stanley S. SquarePants è un personaggio della serie animata SpongeBob.
- Stanley è il protagonista del videogioco The Stanley Parable.